# Aleksander Wolszczan
Aleksander Wolszczan (ur. 29 kwietnia 1946 w Szczecinku) – polski radioastronom, profesor nauk fizycznych, nauczyciel akademicki, współodkrywca (wraz z Kanadyjczykiem Dale’em Frailem) pierwszych planet pozasłonecznych, profesor Pennsylvania State University, związany także z Uniwersytetem Mikołaja Kopernika w Toruniu. Laureat wielu nagród, w tym Nagrody FNP zwanej „polskim noblem” (1992) oraz Medalu Mariana Smoluchowskiego (2001) – najwyższego wyróżnienia przyznawanego przez Polskie Towarzystwo Fizyczne. W 2021 roku pozostaje jednym z tylko sześciu laureatów obu wyróżnień.

## Życiorys

### Dzieciństwo i młodość
Urodził się w Szczecinku jako syn Jerzego Wolszczana, w czasie II wojny światowej uczestnika kampanii wrześniowej i żołnierza AK (Kedyw). Rodzina przeniosła się wkrótce do Szczecina, gdzie ojciec skończył studia ekonomiczne, a od 1950 pracował w szczecińskich wyższych uczelniach. Syn od dzieciństwa interesował się gwiazdami; twierdził, że został zainspirowany przez ojca, który opowiadał mu różne historie o gwiezdnych konstelacjach, np. legendy greckie, rzymskie i chińskie. Już w wieku 6–7 lat poznał podstawy astronomii; ze strychu rodzinnego domu obserwował galileuszowe księżyce Jowisza z użyciem lunetki, samodzielnie zbudowanej z soczewek okularowych.
Po zakończeniu edukacji w VI Liceum Ogólnokształcącym im. Stefana Czarnieckiego w Szczecinie i maturze wyjechał do Torunia na studia astronomiczne na Uniwersytecie Mikołaja Kopernika; już w czasie studiów pracował jako stażysta techniczny. Studia skończył w 1969, po czym został zatrudniony na etacie asystenta. Jako starszy asystent (1973) wyjechał na staż do Max-Planck-Institut für Radioastronomie w Bonn, instytutu dysponującego radioteleskopem Effelsberg. W 1975 uzyskał na UMK doktorat w dziedzinie fizyki.

### Praca naukowa i dydaktyczna
Na początku stanu wojennego w Polsce ponownie wyjechał do Bonn; tam otrzymał wiele propozycji pracy naukowej w placówkach amerykańskich. Zdecydował się na wyjazd do Cornell University – uniwersytetu dysponującego największym wówczas na świecie radioteleskopem (średnica ponad 300 m), znajdującym się w pobliżu Arecibo (wyspa Portoryko). W 1990 uzyskał możliwość skorzystania z tego radioteleskopu do realizacji własnego programu badawczego. W Obserwatorium Arecibo współpracował też z Josephem H. Taylorem Jr, który w 1993 otrzymał Nagrodę Nobla w dziedzinie fizyki za odkrycie nowego typu pulsarów, otwierające nowe możliwości badania grawitacji (fale grawitacyjne); o współpracy z Wolszczanem J.H. Taylor wspomniał w czasie swojego noblowskiego wykładu Binary Pulsars and Reletivistic Gravity – zacytował jego publikację z 1991 na temat pulsarów milisekundowych i wspomniał o wspólnych badaniach, których wyników jeszcze nie opublikowano. W autorskiej części badań Wolszczan zaobserwował i zinterpretował sygnały radiowe z milisekundowego pulsara PSR 1257+12 (gwiazdozbiór Panny), odkrywając pierwsze 3 planety nienależące do Układu Słonecznego. Odkrycie zostało oficjalnie zaprezentowane na zjeździe Amerykańskiego Towarzystwa Astronomicznego w Atlancie w styczniu 1992 i opublikowane w naukowym czasopiśmie – Nature 9 stycznia 1992. W 1995 habilitował się z astronomii na Uniwersytecie Warszawskim na podstawie pracy Dryf subpulsów i modulacja radiowej emisji pulsarów: porównanie teorii z obserwacjami. W 2008 otrzymał tytuł naukowy profesora.
W lutym 2005 ogłosił na konferencji w Aspen w Kolorado, że – wraz z Maciejem Konackim – odkrył czwartą planetę w tym układzie. W maju 2007 – wraz z grupą polskich astronomów, kierowaną przez Andrzeja Niedzielskiego – odkrył planetę HD 17092 b, krążącą wokół gwiazdy HD 17092. Do tego celu użyto teleskopu Hobby-Eberly w Teksasie (zob. objaśnienie istoty odkrycia i ilustracje).
Od 1992 Aleksander Wolszczan prowadzi badania i wykłada (jako profesor astronomii i astrofizyki) na Uniwersytecie Stanowym w Pensylwanii (Penn State); od 1994 do 2008 wykładał też na swej macierzystej uczelni. Był również inicjatorem utworzenia w Instytucie Fizyki Uniwersytetu Szczecińskiego Zakładu Astronomii i Astrofizyki i objął honorowe kierownictwo tego zakładu. Wypromował co najmniej dwóch doktorów: Macieja Konackiego i Wojciecha Lewandowskiego.

## Publikacje (wybór)

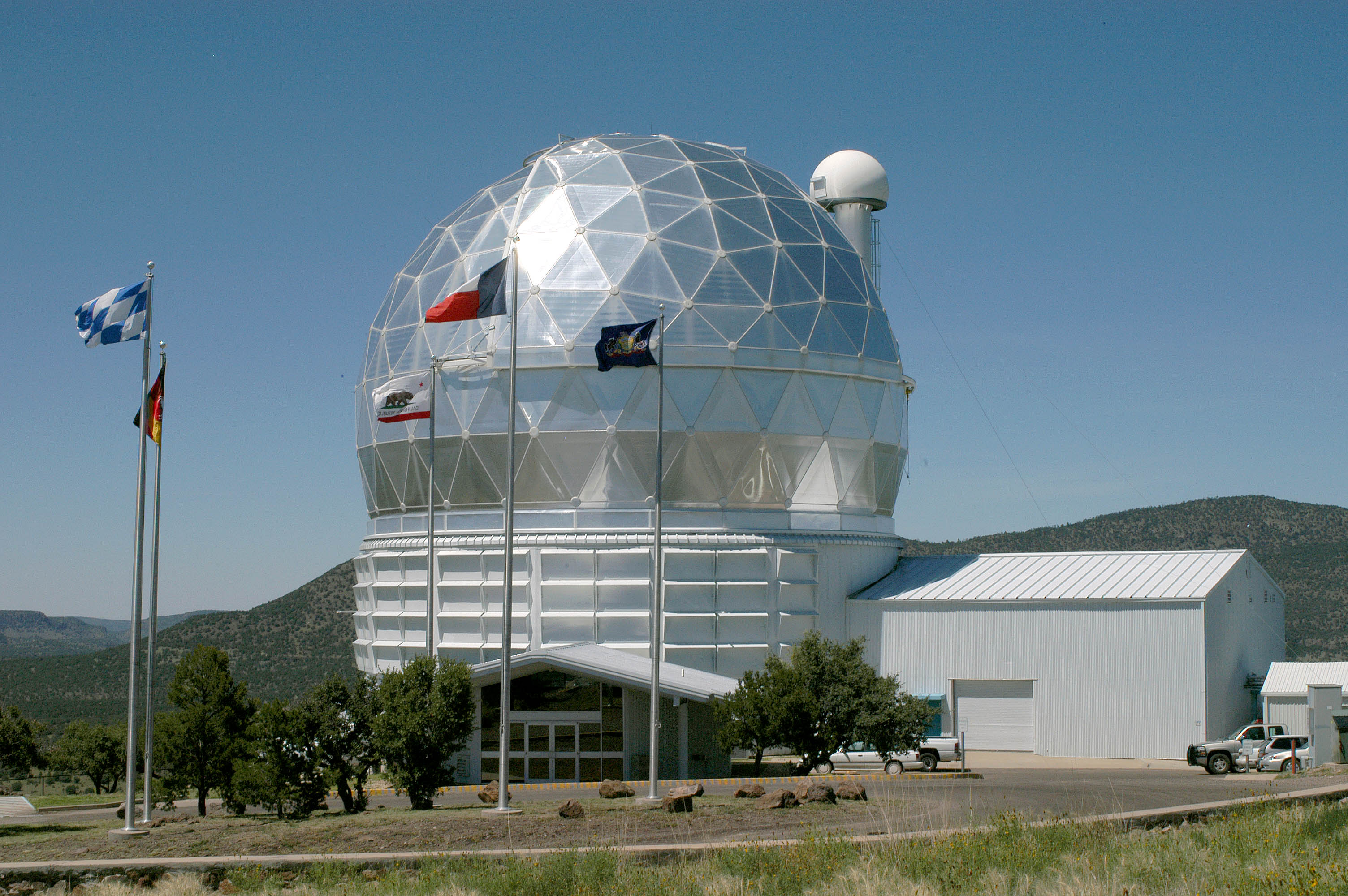
Teleskop Hobby-Eberly

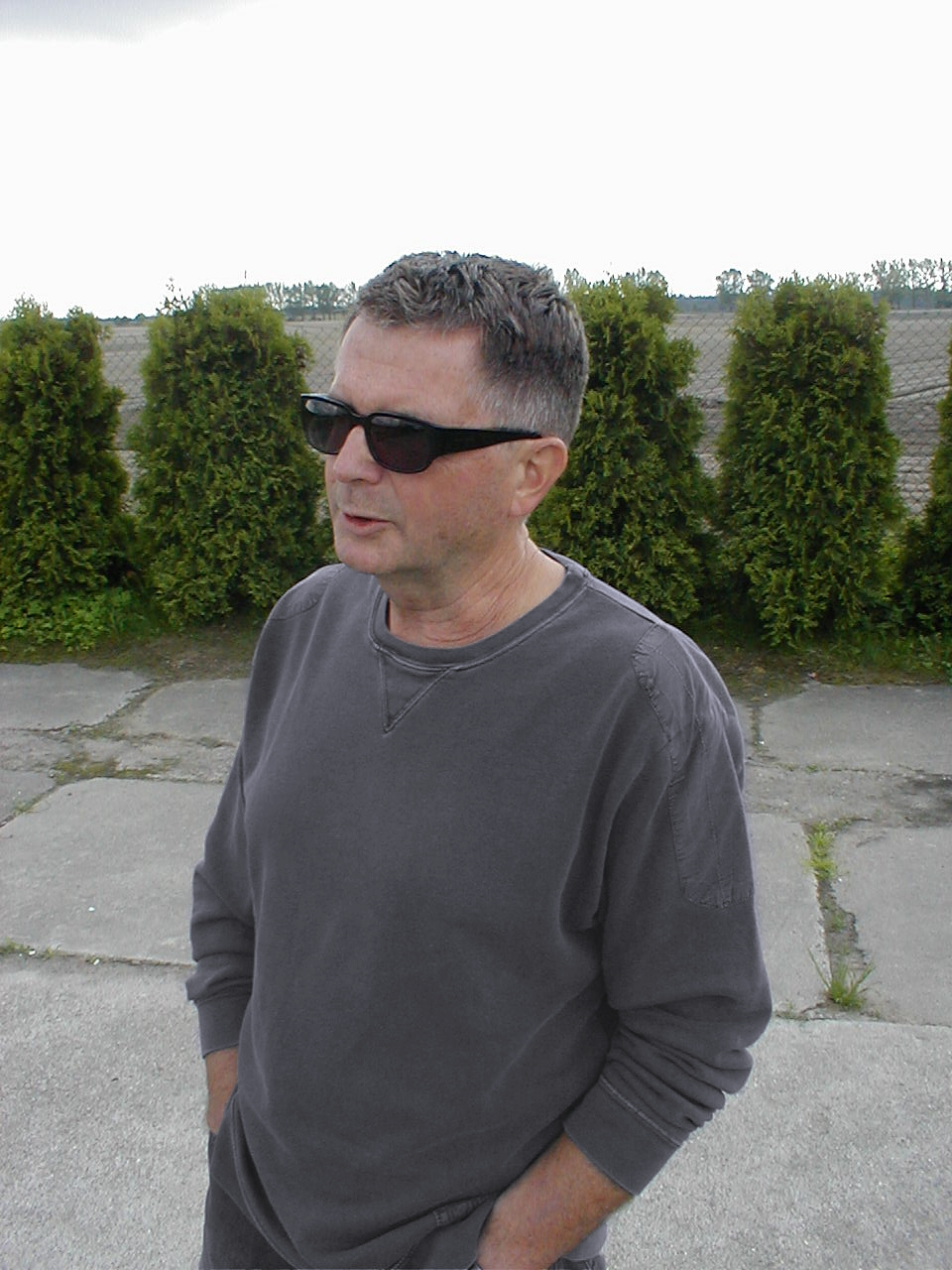
Aleksander Wolszczan na terenie budowy Centrum Astronomii w Piwnicach koło Torunia.

Wyniki badań, które doprowadziły do odkrycia pierwszych planet pozasłonecznych wokół PSR 1257+12, Wolszczan publikował w latach 1992–1994 w najbardziej znanych czasopismach naukowych, Nature (wspólnie z Dale’em A. Frailem) i Science. Kolejne prace publikował wspólnie ze 136 współautorami (dane z lat 1986–2010). Były cytowane przez ponad 1170 autorów innych publikacji. Wykaz prac, sporządzony zgodnie z wynikami rankingu, otwierają pozycje:
- A planetary system around the millisecond pulsar PSR1257 + 12, A. Wolszczan, D.A. Frail, „Nature” 1992,
- Confirmation of Earth-Mass Planets Orbiting the Millisecond Pulsar PSR B1257 + 12, A. Wolszczan, „Science” 1994,
- The characteristics of millisecond pulsar emission: I. Spectra, pulse shapes and the beaming fraction Michael Kramer, Kiriaki M. Xilouris, Duncan R. Lorimer, Oleg Doroshenko, Axel Jessner, Richard Wielebinski, Alexander Wolszczan, Fernando Camilo, „Astrophysical Journal” 1998,
- Measurement of Relativistic Orbital Decay in the PSR B1534+12 Binary System, I.H. Stairs, Z. Arzoumanian, F. Camilo, D.J. Nice, J.H. Taylor, S.E. Thorsett, A. Wolszczan, „Astrophysical Journal” 1997,
- Studies of the Relativistic Binary Pulsar PSR B1534+12: I. Timing Analysis, I.H. Stairs, S.E. Thorsett, J.H. Taylor, A. Wolszczan, „Astrophysical Journal” 2002,
- Arecibo Timing and Single-Pulse Observations of Eighteen Pulsars, Wojciech Lewandowski, Alex Wolszczan, Grażyna Feiler, Maciej Konacki, Tomasz Sołtysiński, „Astrophysical Journal” 2004,
- Masses and orbital inclinations of planets in the PSR B1257+12 system, „Astrophysical Journal” 2003,
- Discovery of two radio pulsars in the globular cluster M15, S.B. Anderson, P.W. Gorham, S.R. Kulkarni, T.A. Prince, A. Wolszczan, „Nature” 1990,
- Interstellar interferometry of the pulsar PSR 1237+25, A. Wolszczan, J.M. Cordes, „Astrophysical Journal” 1987,
- A Planetary Mass Companion to the K0 Giant HD 17092, A. Niedzielski, M. Konacki, A. Wolszczan, G. Nowak, G. Maciejewski, C.R. Gelino, M. Shao, M. Shetrone, L.W. Ramsey, „Astrophysical Journal” 2007,
- A nearby 37.9-ms radio pulsar in a relativistic binary system, A. Wolszczan, „Nature” 1991,
- Precision measurements of pulsar dispersion, J.A. Phillips, A. Wolszczan, „Astrophysical Journal” 1992,
- Proper motion, age and initial spin period of PSR J0538+2817 in S147, M. Kramer, A.G. Lyne, G. Hobbs, O. Lohmer, P. Carr, C. Jordan, A. Wolszczan, „Astrophysical Journal” 2003,
- „Timing Observations of Four Millisecond Pulsars with the Arecibo and Effelsberg Radio Telescopes”, A. Wolszczan, O. Doroshenko, M. Konacki, M. Kramer, A. Jessner, R. Wielebinski, F. Camilo, D.J. Nice, J.H. Taylor, „Astrophysical Journal” 2000,
- Interpulse emission from pulsars at 25 MHz, J.A. Phillips, Alexander Wolszczan, „Astrophysical Journal” 1989,
- A Planet in a 0.6AU Orbit Around the K0 Giant HD 102272, A. Niedzielski, K. Goździewski, A. Wolszczan, M. Konacki, G. Nowak, P. Zieliński „Astrophysical Journal” 2008,
- The characteristics of millisecond pulsar emission: II. Polarimetry, Kiriaki M. Xilouris, Michael Kramer, Axel Jessner, Alexis von Hoensbroech, Duncan R. Lorimer, Richard Wielebinski, Alexander Wolszczan, Fernando Camilo, „Astrophysical Journal”, 1998,
- Timing and scintillations of the millisecond pulsar 1937 + 214, J.M. Cordes, A. Wolszczan, R.J. Dewey, M. Blaskiewicz, D.R. Stinebring, „Astrophysical Journal”, 1990,
- High-precision timing of PSR J1713+0747: Shapiro delay, F. Camilo, R.S. Foster, A. Wolszczan, „Astrophysical Journal” 1994,
- Improved timing formula for the PSR B1257+12 planetary system, Maciej Konacki, Andrzej J. Maciejewski, Alex Wolszczan, „Astrophysical Journal” 2000.

W wielu publikacjach współautorami byli polscy współpracownicy z Instytutu Fizyki UMK.

## Stowarzyszenia naukowe
Aleksander Wolszczan jest członkiem wielu stowarzyszeń naukowych, m.in.:
- Polskiej Akademii Nauk,
- American Astronomical Society,
- American Association for the Advancement of Science,
- International Union of Radio Science[17],
- International Astronomical Union
- Polish Institute of Arts and Sciences of America.

## Uhonorowanie
W 1977 otrzymał Nagrodę Młodych Polskiego Towarzystwa Astronomicznego. W 1995 odznaczony Krzyżem Oficerskim Orderu Zasługi Rzeczypospolitej Polskiej. Został uznany w 1999 przez „Nature” za autora jednego z 15 fundamentalnych odkryć z dziedziny fizyki. W 1998 znalazł się też na liście 25 odkrywców wszech czasów, opublikowanej przez pismo „Astronomy”. Media wielokrotnie informowały o nominowaniu do Nagrody Nobla w dziedzinie fizyki, jednak wyrażało to tylko stosunkowo powszechne oczekiwania, ponieważ Komitet Noblowski nie ujawnia list osób nominowanych przez 50 lat od roku nominacji.
W 1996 rotrzymał nagrodę Beatrice M. Tinsley Prize od American Astronomical Society.
W Polsce postanowieniem prezydenta Aleksandra Kwaśniewskiego z 11 listopada 1997, za wybitne zasługi dla nauki polskiej, został odznaczony Krzyżem Komandorskim Orderu Odrodzenia Polski; za odkrycie pierwszego pozasłonecznego układu planetarnego otrzymał Nagrodę Fundacji na rzecz Nauki Polskiej (1992) i Fundacji Alfreda Jurzykowskiego (1993).
W 2006 jego nazwisko znalazło się na liście Honorowych Obywateli Miasta Szczecina, którą otwierają Jan Paweł II, Lech Wałęsa, Kazimierz Majdański, Władysław Bartoszewski oraz w grupie „Szczecinianie Stulecia”, wyłonionej w 1999 w plebiscycie, ogłoszonym przez szczeciński oddział Gazety Wyborczej, Polskie Radio Szczecin i TVP Szczecin. Został uhonorowany tytułem Ambasador Szczecina 2005.
W Toruniu został uhonorowany pierwszą z „katarzynek” w Piernikowej Alei Gwiazd (Rynek Staromiejski) z podpisami słynnych torunian; został wyróżniony jako Torunianin XX wieku.
W 2007 powstał film dokumentalny w reżyserii Jana Sosińskiego pod tytułem „Gwiazdor – Aleksander Wolszczan”. Obraz przybliża sylwetkę naukowca oraz przedstawia jego zainteresowania i opowieści dotyczące wcześniejszego życia w Polsce.
W 2017 został laureatem Medalu Bohdana Paczyńskiego.

## Reperkusje współpracy z SB
Na przełomie września i października 2008 ujawniono w polskich mediach, że w latach 1973–1986 Wolszczan współpracował ze Służbą Bezpieczeństwa; sam potwierdził ten fakt, jednak podkreślił, że we wszystkich rozmowach z urzędem przekazywał informacje nieistotne – zwykle ogólnie znane – i nikomu nie zaszkodził. Na początku października zrezygnował z etatu na Uniwersytecie w Toruniu. Rezygnacja została przyjęta przez rektora, lecz równocześnie obie strony wyraziły chęć dalszej współpracy naukowej. W 2012 opublikowano informację, że jeden z dwóch kandydatów na rektora UMK, prof. Andrzej Tretyn, zwycięzca nadchodzących wyborów, zaproponował przekazanie Wolszczanowi oficjalnego zaproszenia do pracy na uczelni. Opinie były podzielone.